# Морозово (Опочецкий район)
Морозово — деревня в Опочецком районе Псковской области России. Входит в состав Варыгинской волости.
Расположена в 8 км к западу от центра города Опочка, на левом берегу реки Исса.
Численность населения по оценке на конец 2000 года составляла 13 жителей, на 2012 год — 15 жителей.